# Longyi

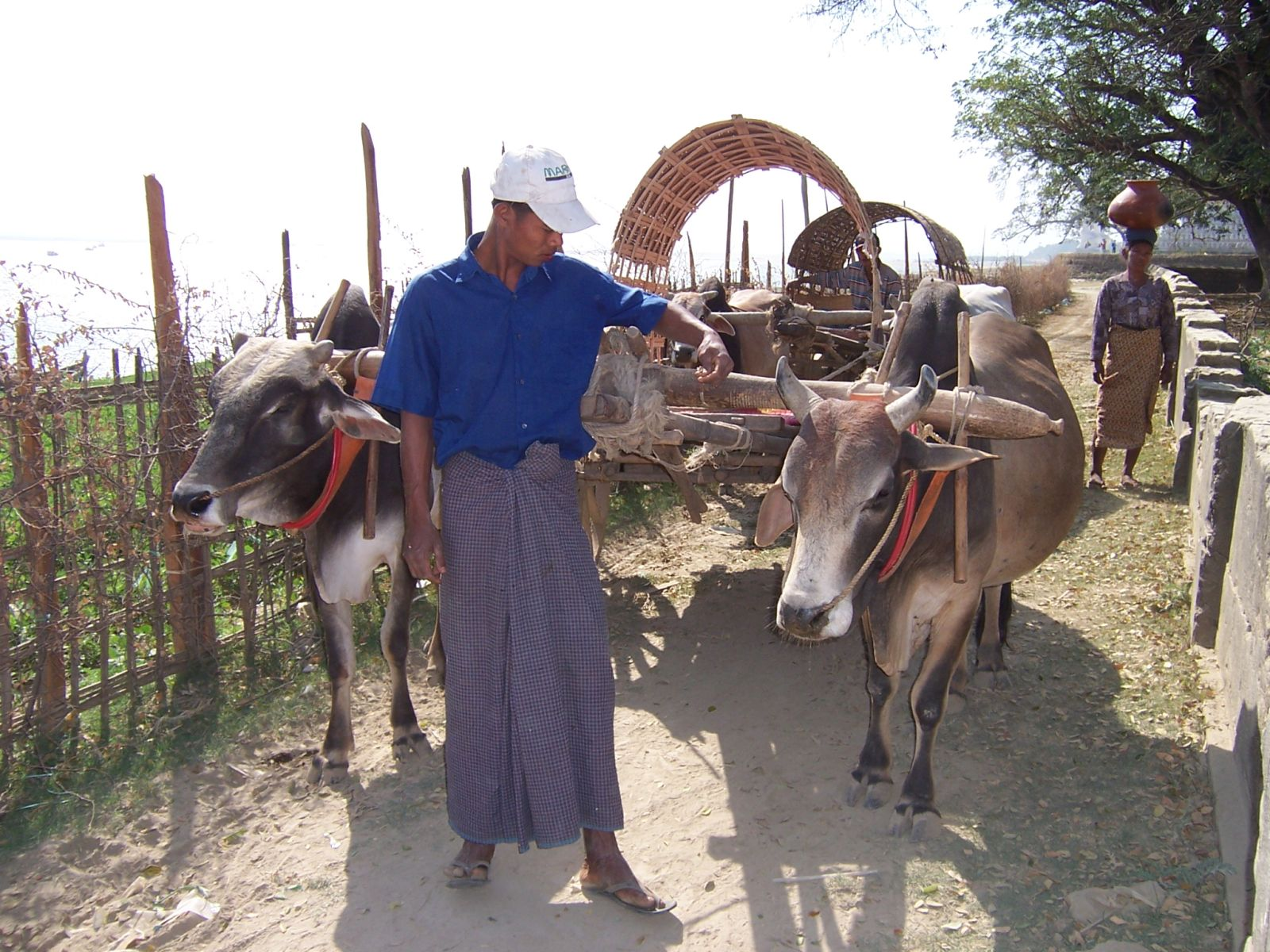
Uomo birmano in longyi.

Il longyi (လုံချည်; (lòuɲdʒì) è un quadrato di tessuto, indossato principalmente in Birmania.
Della larghezza di circa 2 metri e lunghezza 80 centimetri, viene spesso cucito in forma cilindrica. Viene indossato intorno alla vita, e scende fino ai piedi. Si mantiene tramite alcune pieghe su se stesso, e senza nodi. A volte viene anche piegato all'altezza delle ginocchia per aumentarne la comodità. 
Indumenti simili al longyi sono conosciuti in India, Bangladesh, Sri Lanka e nell'arcipelago malese, dove viene variamente chiamato con il nome lungi, kaili o saaram.